# Кири, Джо
Джо́зеф (Джо) Дэ́вид Ки́ри (англ. Joseph David Keery, род. 24 апреля 1992, Ньюберипорт, Массачусетс), профессионально известен в музыке как Djo — американский актёр и музыкант. Наиболее известен по роли Стива Харрингтона в научно-фантастическом телесериале от Netflix «Очень странные дела», Уолтера «Киза» Маккиза в фильме «Главный герой» и второстепенной роли в пятом сезоне телесериала «Фарго».

## Ранние годы
Кири родился 24 апреля 1992 года в Ньюберипорте, Массачусетс, вторым ребёнком в семье из пяти детей. Он обучался в школе River Valley Charter, затем посещал среднюю школу Ньюберипорта. Кири начал играть в старшей школе, принимая участие в школьных постановках по настоянию своей сестры. Он продолжил обучение в театральной школе в университете Де Поля и выпустился в 2014 году.

## Карьера

### Кино и телевидение
После окончания Университета Де Поля Кири посетил более ста прослушиваний. До своей прорывной роли в сериале «Очень странные дела» он появился в рекламе KFC и Domino’s Pizza, а также сыграл эпизодические роли в телесериалах «Сирены», «Империя» и «Пожарные Чикаго». Его дебютом в кино стал инди-фильм Стивена Коуна «День рождения Генри Гэмбла».
В конце 2015 года Кири получил роль в телесериале «Очень странные дела». Изначально он собирался пробоваться на роль Джонатана, однако позже передумал и решил пройти прослушивание на роль Стива. В первом сезоне Кири играл второстепенную роль, но во втором сезоне его персонаж стал одним из основных действующих героев. Кири также повторил свою роль в третьем и четвёртом сезоне соответственно.
В 2016 году появился в фильме ужасов «Склеп», а в 2017 году в драме «Большая игра». В 2018 году исполнил второстепенные роли в фильме «После всего» и «Слайс». В 2019 году вместе со своей девушкой Майкой появился в короткометражной драме «Как быть одному». В этом же году присоединился к актёрскому составу телесериала «Ничего не происходит» исполняя повторяющиеся роль на протяжении всех четырёх сезонов. В 2020 году исполнил главную роль в чёрной комедии «Отрыв». В этом же году присоединился к съёмкам комедии «2020, тебе конец!», повторив свою роль в продолжении выпущенном спустя год «2021, тебе конец!». В 2021 году исполнил главную роль в фильме «Главный герой». В 2023 году появился в драме «Долгожданный рассвет»,  а также присоединился ко второстепенному актёрскому составу пятого сезона телесериала «Фарго». В 2024 году исполнил главную роль в фильме «Мармелад», а также музыкальном концертном фильме «Тротуар». В 2025 году появится в триллере «Холодное хранилище».

### Музыка
Кроме того, Кири занимается музыкой. Кири стал музыкантом в возрасте двадцати лет, взяв себе псевдоним «Cool Cool Cool». Кири был гитаристом и  вокалистом в гаражной псих-рок группе Post Animal. Их дебютный полноформатный альбом был выпущен в октябре 2015 года. Второй альбом группы «When I Think Of You In A Castle» был выпущен в апреле 2018 года. Спустя год Кири покинул группу из-за занятости в актерском плане.
19 июля 2019 года Кири выпустил первый сольный сингл под псевдонимом Djo. 13 сентября 2019 года Джо выпустил альбом «Twenty Twenty». 9 сентября 2020 года выпустил новый сингл «Keep Your Head Up». В 2022 году он принял участие в летнем музыкальном фестивальном туре. Его второй альбом «Decide» был анонсирован в июне 2022 года вместе с выпуском его сингла «Change». Альбом был выпущен 16 сентября 2022 года и получил положительные отзывы. В 2024 году шестой трек альбома «End of Beginning» был выпущен как сингл после того, как набрал популярность и стал вирусным в социальных сетях. 4 апреля 2025 года Кири выпустил свой третий альбом «The Crux».

## Личная жизнь
С 2017 по 2023 года встречался с актрисой Майкой Монро.

## Фильмография
| Год          |    | Русское название           | Оригинальное название         | Роль                |
| ------------ | -- | -------------------------- | ----------------------------- | ------------------- |
| 2015         | с  | Сирены                     | Sirens                        | Сенестер            |
| 2015         | с  | Пожарные Чикаго            | Chicago Fire                  | Эммет               |
| 2015         | с  | Империя                    | Empire                        | Тони Трихтер III    |
| 2015         | ф  | День рождения Генри Гэмбла | Henry Gamble's Birthday Party | Гейб                |
| 2016         | ф  | Склеп                      | The Charnel House             | Скотт               |
| 2016 — н. в. | с  | Очень странные дела        | Stranger Things               | Стив Харрингтон     |
| 2017         | ф  | Большая игра               | Molly's Game                  | Коул                |
| 2018         | ф  | После всего                | After Everything              | Крис                |
| 2018         | ф  | Слайс                      | Slice                         | Джексон             |
| 2019         | ф  | Как быть одному            | How to Be Alone               | Джек / Канитель     |
| 2019—2021    | с  | Ничего не происходит       | No Activity                   | Эд Рейнхардт        |
| 2020         | ф  | Отрыв                      | Spree                         | Курт Канкл          |
| 2020         | тф | 2020, тебе конец!          | Death to 2020                 | Дюк Гули            |
| 2021         | ф  | Главный герой              | Free Guy                      | Уолтер «Киз» Маккиз |
| 2021         | тф | 2021, тебе конец!          | Death to 2021                 | Дюк Гули            |
| 2023         | ф  | Долгожданный рассвет       | Finalmente l'alba             | Шон Локвуд          |
| 2023—2024    | с  | Фарго                      | Fargo                         | Гатор Тиллман       |
| 2024         | ф  | Мармелад                   | Marmalade                     | Барон               |
| 2024         | ф  | Тротуар                    | Pavements                     | Стивен Малкмус      |
| 2026         | ф  | Холодное хранилище         | Cold Storage                  | Трэвис Мичем        |

## Дискография

### Студийные альбомы
| Название                                                                                    | Информация | Чарты | Чарты   | Чарты | Чарты | Чарты | Чарты | Чарты | Чарты | Чарты    | Сертификаты    |
| Название                                                                                    | Информация | US    | US Rock | AUS   | CAN   | GER   | HUN   | NLD   | NZ    | UK Down. | Сертификаты    |
| ------------------------------------------------------------------------------------------- | --- | ----- | ------- | ----- | ----- | ----- | ----- | ----- | ----- | -------- | -------------- |
| Twenty Twenty                                                                               | - Дата выпуска: 13 сентября 2019 - Лейбл: Djo Music (посредством AWAL) - Формат: Digital download, streaming, LP               | —     | —       | —     | —     | —     | —     | —     | —     | —        |                |
| Decide                                                                                      | - Дата выпуска: 16 сентября 2022 - Лейбл: Djo Music (посредством AWAL) - Формат: Digital download, streaming, CD, LP, cassette | 56    | 11      | —     | 35    | 35    | 32    | 10    | —     | 93       | - RMNZ: Золото |
| The Crux                                                                                    | - Дата выпуска: 4 апреля 2025 - Лейбл: Djo Music ( осредствомAWAL) - Формат: Digital download, streaming                       | 50    | 10      | 31    | 96    | —     | —     | —     | 34    | —        |                |
| "—" обозначает релизы, которые не попали в чарты или не были выпущены на данной территории. | |       |         |       |       |       |       |       |       |          |                |

### Расширенные версии
| Название | Детали                                                                               |
| -------- | ------------------------------------------------------------------------------------ |
| D-Sides  | - Дата выпуска: 17 ноября 2023 - Лейбл: Djo Music, AWAL - Формат: Digital, streaming |

#### Синглы
| Название                                                                                | Год  | Пиковые позиции на графике | Пиковые позиции на графике | Пиковые позиции на графике | Пиковые позиции на графике | Пиковые позиции на графике | Пиковые позиции на графике | Пиковые позиции на графике | Пиковые позиции на графике | Пиковые позиции на графике | Пиковые позиции на графике | Сертификаты                                                                  | Альбом            |
| Название                                                                                | Год  | US                         | AUS                        | CAN                        | IRE                        | NLD                        | NOR                        | NZ                         | SWE                        | UK                         | WW                         | Сертификаты                                                                  | Альбом            |
| --------------------------------------------------------------------------------------- | ---- | -------------------------- | -------------------------- | -------------------------- | -------------------------- | -------------------------- | -------------------------- | -------------------------- | -------------------------- | -------------------------- | -------------------------- | ---------------------------------------------------------------------------- | ----------------- |
| "Roddy"                                                                                 | 2019 | —                          | —                          | —                          | —                          | —                          | —                          | —                          | —                          | —                          | —                          |                                                                              | Twenty Twenty     |
| "Chateau (Feel Alright)"                                                                | 2019 | —                          | —                          | —                          | —                          | —                          | —                          | —                          | —                          | —                          | —                          | - RIAA: Золото                                                               | Twenty Twenty     |
| "Mortal Projections"                                                                    | 2019 | —                          | —                          | —                          | —                          | —                          | —                          | —                          | —                          | —                          | —                          |                                                                              | Twenty Twenty     |
| "Keep Your Head Up"                                                                     | 2020 | —                          | —                          | —                          | —                          | —                          | —                          | —                          | —                          | —                          | —                          |                                                                              | Неальбомный сингл |
| "Change"                                                                                | 2022 | —                          | —                          | —                          | —                          | —                          | —                          | —                          | —                          | —                          | —                          |                                                                              | Decide            |
| "Gloom"                                                                                 | 2022 | —                          | —                          | —                          | —                          | —                          | —                          | —                          | —                          | —                          | —                          |                                                                              | Decide            |
| "Figure You Out"                                                                        | 2022 | —                          | —                          | —                          | —                          | —                          | —                          | —                          | —                          | —                          | —                          |                                                                              | Decide            |
| "Half Life"                                                                             | 2022 | —                          | —                          | —                          | —                          | —                          | —                          | —                          | —                          | —                          | —                          |                                                                              | Decide            |
| "End of Beginning"                                                                      | 2024 | 11                         | 3                          | 9                          | 4                          | 12                         | 3                          | 3                          | 13                         | 4                          | 3                          | - RIAA: Платина - ARIA: Платина - BPI: Платина - MC: Платина - RMNZ: Платина | Decide            |
| "Basic Being Basic"                                                                     | 2025 | —                          | —                          | —                          | —                          | —                          | —                          | —                          | —                          | —                          | —                          |                                                                              | The Crux          |
| "Delete Ya"                                                                             | 2025 | —                          | —                          | —                          | —                          | —                          | —                          | —                          | —                          | —                          | —                          |                                                                              | The Crux          |
| "Potion"                                                                                | 2025 | —                          | —                          | —                          | —                          | —                          | —                          | —                          | —                          | —                          | —                          |                                                                              | The Crux          |
| "—" обозначает сингл, который не попал в чарты или не был выпущен на данной территории. |      |                            |                            |                            |                            |                            |                            |                            |                            |                            |                            |                                                                              |                   |

## Награды и номинации
| Год  | Премия                                                | Категория                                               | Номинация за        | Результат | Примечания |
| ---- | ----------------------------------------------------- | ------------------------------------------------------- | ------------------- | --------- | ---------- |
| 2017 | Премия Гильдии киноактёров США                        | Лучший актёрский состав в драматическом сериале         | Очень странные дела | Победа    | [ 69 ]     |
| 2018 | Премия Гильдии киноактёров США                        | Лучший актёрский состав в драматическом сериале         | Очень странные дела | Номинация | [ 70 ]     |
| 2018 | Teen Choice Awards                                    | Выбор: Hissy Fit                                        | Очень странные дела | Номинация | [ 71 ]     |
| 2020 | Премия Гильдии киноактёров США                        | Лучший актёрский состав в драматическом сериале         | Очень странные дела | Номинация | [ 72 ]     |
| 2020 | Sunset Film Circle Awards                             | Лучший прорыв                                           | Отрыв               | Номинация | [ 73 ]     |
| 2022 | Телевизионная премия Ассоциации голливудских критиков | Лучший актёр второго плана в драматическом сериале      | Очень странные дела | Номинация | [ 74 ]     |
| 2022 | Awards Daily Cooler Awards                            | Лучший актёр второго плана в драматическом сериале      | Очень странные дела | Номинация | [ 75 ]     |
| 2024 | Awards Daily Cooler Awards                            | Лучший актёр второго плана в мини-сериале/антологии     | Фарго               | Номинация | [ 76 ]     |
| 2024 | Премия «Золотое дерби»                                | Актёр второго плана в фильме/сериале                    | Фарго               | Номинация | [ 77 ]     |
| 2024 | Международная премия в области онлайн-кинотеатров     | Лучший актёрский ансамбль в мини-сериале или телефильме | Фарго               | Победа    | [ 78 ]     |
| 2024 | BreakTudo Awards                                      | Лучший международный новый исполнитель                  | н/д                 | Номинация | [ 79 ]     |
| 2024 | Kids’ Choice Awards                                   | Любимая звезда светской музыки                          | н/д                 | Номинация | [ 80 ]     |
| 2025 | Музыкальная премия «Золотое дерби»                    | Лучшая рок/альтернативная песня                         | End of Beginning    | Номинация | [ 81 ]     |
| 2025 | Billboard Music Awards                                | Лучшая рок-песня                                        | End of Beginning    | Номинация | [ 82 ]     |
| 2025 | BRIT Awards                                           | Лучшая международная песня                              | End of Beginning    | Номинация | [ 83 ]     |
| 2025 | Kids’ Choice Awards                                   | Любимый прорывной артист                                | N/A                 | Номинация | [ 84 ]     |

## Туры
- Back on You World Tour[англ.] (2025)[85]